# لفحة التبغ
لفحة التبغ هي طلائيعات بيضية تنتمي إلى فصيلة الصنائيات من جنس لفحة.